# Aplidium areolatum
Aplidium areolatum is een zakpijpensoort uit de familie van de Polyclinidae. De wetenschappelijke naam van de soort is voor het eerst geldig gepubliceerd in 1828 door Delle Chiaje.